# Лоє (Елцький повіт)
Лоє (пол. Łoje, нім. Loien) — село в Польщі, у гміні Каліново Елцького повіту Вармінсько-Мазурського воєводства.
Населення — 50 осіб (2011).
У 1975-1998 роках село належало до Сувальського воєводства.

## Демографія
Демографічна структура станом на 31 березня 2011 року:
|          | Загалом | Допрацездатний вік | Працездатний вік | Постпрацездатний вік |
| -------- | ------- | ------------------ | ---------------- | -------------------- |
| Чоловіки | 26      | 9                  | 14               | 3                    |
| Жінки    | 24      | 8                  | 11               | 5                    |
| Разом    | 50      | 17                 | 25               | 8                    |